# Talea

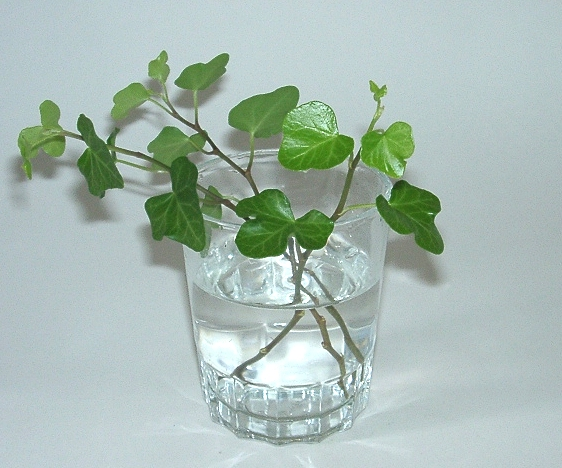
Talee di Hedera in acqua

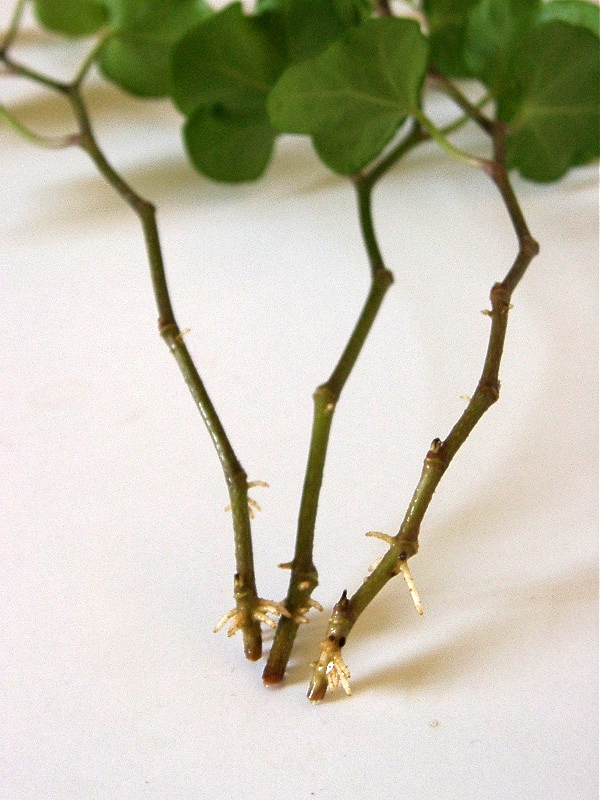
Talee di Hedera radicate

La talea è un frammento di una pianta appositamente tagliato e sistemato nel terreno o nell'acqua per rigenerare le parti mancanti, dando così vita ad un nuovo esemplare. Il più delle volte si tratta di un rametto destinato a radicarsi.
Si tratta di un metodo di riproduzione che sfrutta le enormi proprietà rigenerative dei vegetali, in particolare quella di differenziare il tessuto indifferenziato (meristematico); un organismo vegetale è, in generale, in grado di rigenerare parti perdute molto più facilmente di un organismo animale (totipotenza delle cellule vegetali). Infatti la talea può costituirsi a partire da un frammento di foglia, di fusto o radice.

## Prelievo

### Talea erbacea e talea legnosa
I segmenti di ramo o fusto giovani e verdi sono detti erbacei e possiedono maggiore vitalità rispetto a quelli legnosi: in particolare, le talee apicali, dunque quelle provviste di punta, si distinguono per un tenore più alto di auxina. La talea erbacea di fusto viene tagliata poco al di sotto dell'attaccatura del picciolo di una foglia (internodo), dunque in corrispondenza del punto in cui in genere si sviluppano più radici. La foglia situata presso il taglio viene eliminata dalla talea.

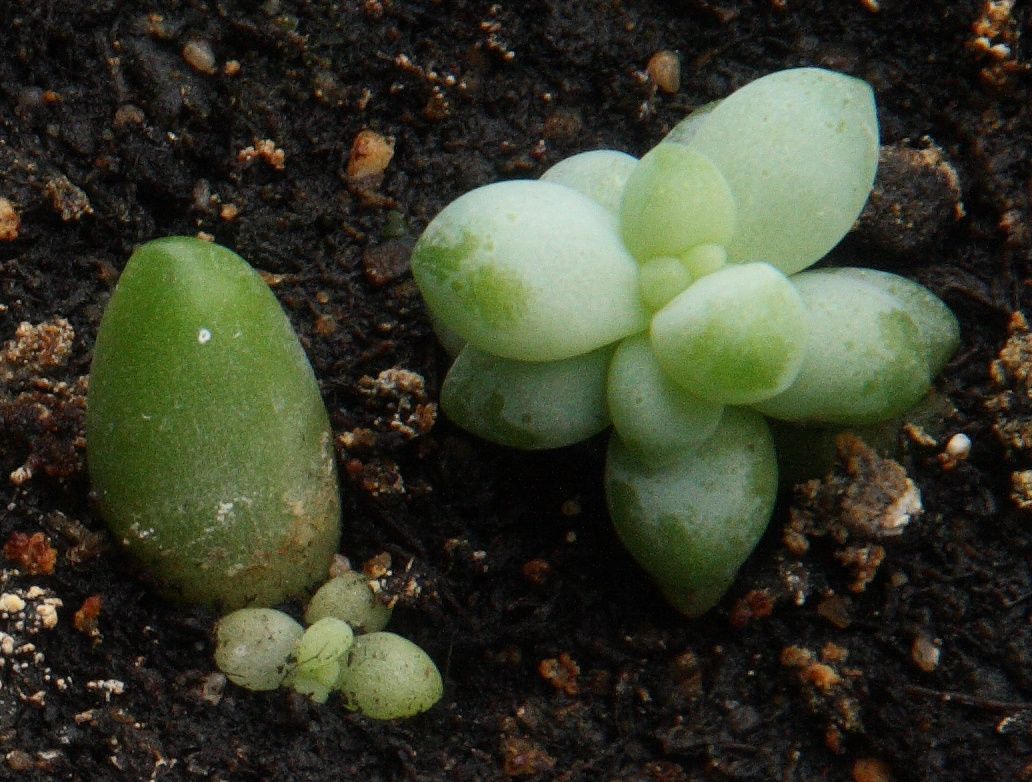
Sedum morganianum: talea fogliare in corso di sviluppo (a sinistra) e talea di fusto apicale (destra).

È comunque anche abbastanza comune l'attecchimento di talee più legnose, dotate di ampie riserve di sostanze di scorta e poco o nessun fogliame. Questa tecnica è usata ad esempio nel caso di diverse specie arboree.

### Talea radicale e talea fogliare
Anche se in genere la talea viene ottenuta con un frammento di fusto provvisto di nodo e foglie, per diverse specie sono documentate due altre tecniche di talea:
- La talea radicale permette di generare numerose pianticelle a partire da frammenti di radice anche provenienti da un unico individuo; presso la radice si formano gemme avventizie che sostituiscono fusto e foglie. È una tecnica possibile solo per poche specie, tra cui alcune piante da frutto; si tratta nel complesso di una variante dall'importanza subordinata.[5][6]
- Più noto è il procedimento della cosiddetta talea fogliare, praticato nel caso di parecchie specie come la violetta africana (Streptocarpus ionanthus), la Sansevieria,[7] di diverse Begonie e delle Crassulaceae. Foglie provviste di picciolo o talvolta frammenti di foglie sono infatti spesso in grado di rigenerare diversi esemplari. Nel caso di piante come l'Hedera e la Schefflera la talea fogliare sembra in un primo momento attecchire: il picciolo della foglia è infatti in grado di riprodurre le radici, ma non le parti rimanenti della pianta, sicché questa talea non è in grado di sopravvivere; le piante si ricavano invece con successo con talea da fusto.[8]

Rari sono casi in cui sia attestata la pratica della talea fogliare per le piante annuali (esempio: basilico). Quelle che sembrano talee fogliari in piante di cactus come Rhipsalis e Schlumbergera, non sono altro che porzioni di fusto verde.

## Terreni e substrati speciali

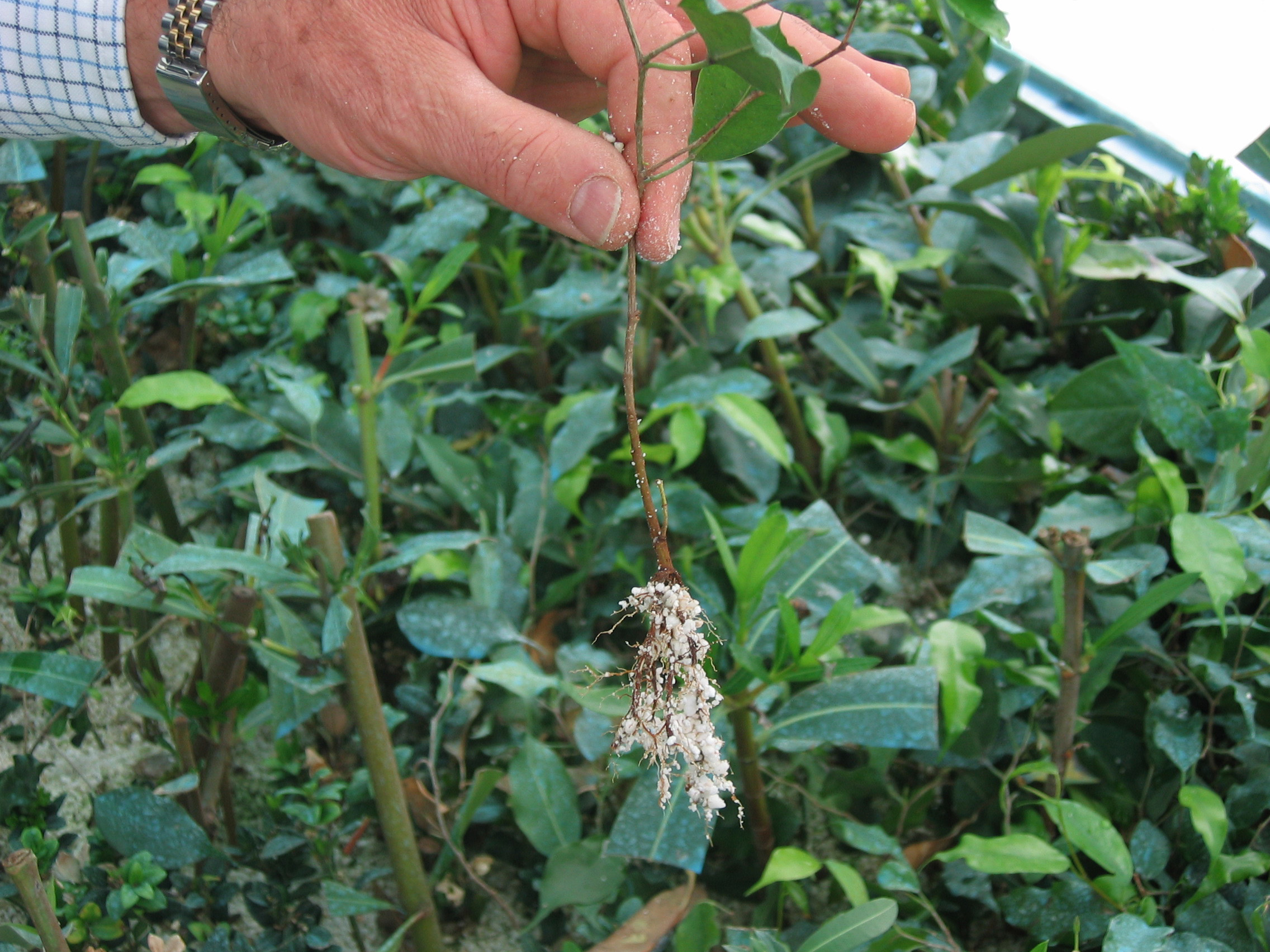
Ficus benjamina, in sabbia

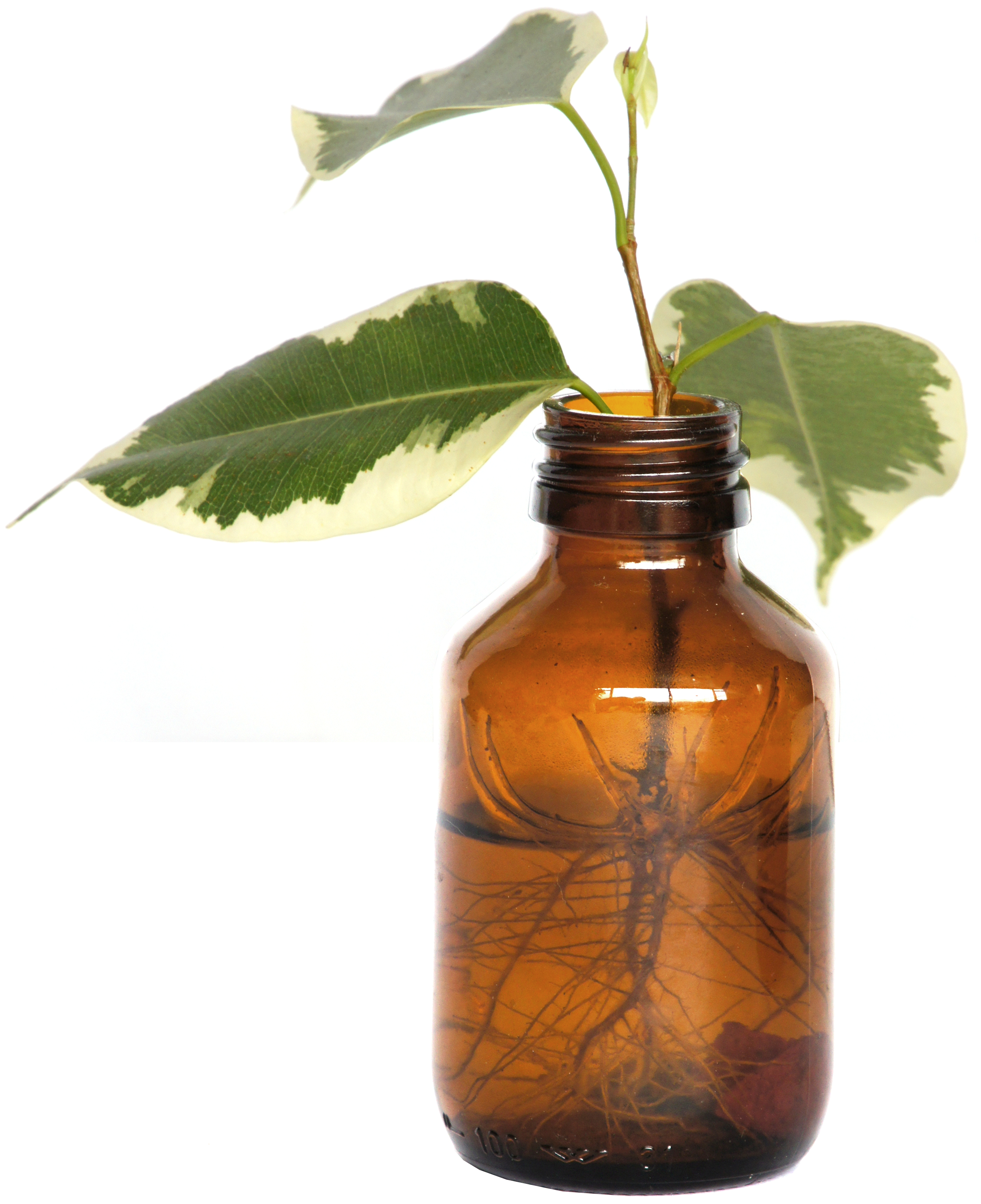
Ficus benjamina variegato, in acqua

Le piante più facili da riprodurre, come il geranio, mettono radici con facilità ed in qualsiasi tipo di substrato. Si ricordano qui alcuni materiali utilizzati alternativamente:
- Non è rara la riproduzione delle piante ponendo il rametto in un bicchiere d'acqua: radicazione ed il trapianto in terra sono in genere molto rapidi.
- Spesso vengono utilizzati substrati specifici come ad esempio la perlite[10] e la lana di vetro.
- Come substrato si utilizza anche la sabbia,[11] spesso mista a terra.
- Terriccio da semina.
- Un tempo, veniva raccomandata spesso la torba grazie alle proprietà del materiale (oggi si sa che la sua commercializzazione non è ecosostenibile).

A seconda della stagione, del substrato e della specie, le prime radici possono spuntare anche nel giro di una settimana; altre volte, la radicazione impiega mesi interi. I principali fattori di qualità del materiale utilizzato sono la porosità e la capacità di assorbimento, mentre l'uso di fertilizzanti gioca un ruolo subordinato se non controproducente.

## Accorgimenti
Una caratteristica di questa tecnica di propagazione è che la parte che dovrà radicare è separata dalla pianta madre prima dell'emissione delle radici, a differenza di quanto non accada nel caso della propaggine. Per questo, la pianta sarà in grado di assumere la necessaria umidità in maniera molto limitata, con il conseguente stress e rischio di insuccesso. Per migliorare le possibilità di successo in specie più difficili, si ricorre spesso a semplici accorgimenti o a tecniche speciali:
- Scelta del substrato ottimale, in genere povero di sali minerali (vedi sopra) e il più possibile pulito.
- Propagazione nei periodi più propizi dell'anno, in genere la bella stagione (l'autunno per le talee legnose).
- Copertura con materiale trasparente: per compensare la mancanza delle radici, responsabili dell'apporto di acqua, può emergere la necessità di aumentare l'umidità relativa dell'aria, ad esempio coprendo il tutto con una pellicola.[3][13]
- Uso di liquidi o polveri a base di ormoni radicanti (eteroauxine): è utilizzato per alcune specie che non produrrebbero radici spontaneamente, o semplicemente per favorirne l'emissione.[14]
- Riscaldamento basale, ossia somministrazione di pochissimo calore al terreno a partire dal basso (la tecnica è in genere usata per specie difficili da radicare).

Alcuni di tali accorgimenti, come il riscaldamento e l'uso di sostanze radicanti, nel XX secolo hanno contribuito in maniera significativa a diminuire la quota di insuccesso ampliando così le applicazioni commerciali del metodo della talea.
Durante la fase di radicazione la talea, se dotata di foglie, continua ad avere gli stessi bisogni della pianta madre, come quello della temperatura giusta o quello di sufficiente luce per tenere in marcia la fotosintesi, benché siano documentati anche casi di talee che arrivano a mettere radici anche senza luce.

## Vantaggi e svantaggi della talea rispetto ad altri metodi

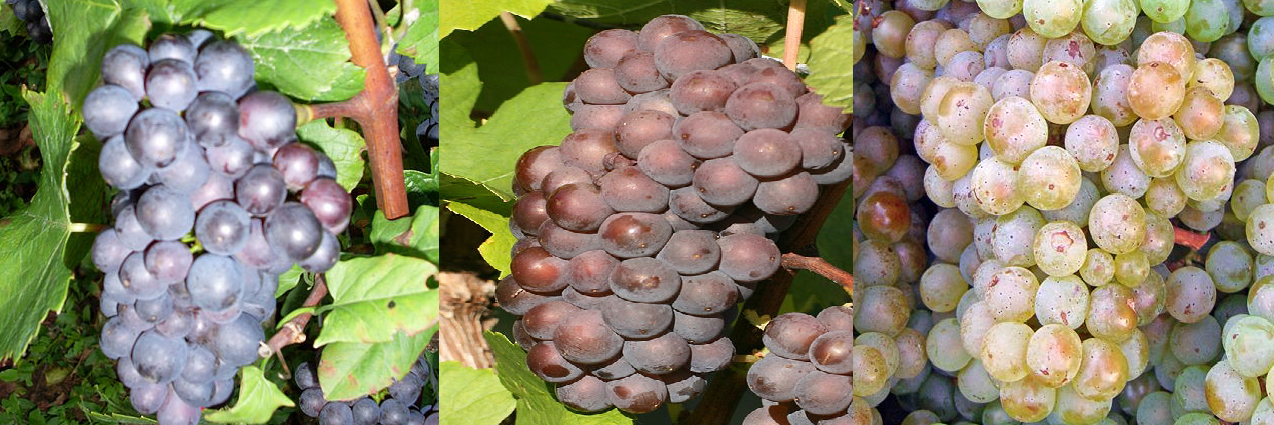
Pinot nero (sinistra) con le sue mutazioni Pinot grigio e Pinot bianco (a destra). Il più delle volte, il viticoltore è interessato a mantenere le proprietà dell'uva, e quindi sceglierà di ottenere nuove piante di vite ricorrendo alla talea o all'innesto piuttosto che alla semina, che finirebbe per generare una pianta dalle caratteristiche alterate.

La talea riproduce la pianta per moltiplicazione agamica, evitando la ricombinazione genetica legata alla riproduzione sessuale. La pianta ottenuta tramite talea sarà geneticamente identica alla pianta madre, tanto che potrebbe essere denominata clone.
- Il fatto di sapere con sicurezza quali saranno le caratteristiche genetiche della pianta, e quindi di poterne controllare i requisiti, è uno dei vantaggi più evidenti di questo metodo. Non è raro che una determinata varietà di piante, faticosamente ottenuta attraverso incroci, venga mantenuta in circolazione soprattutto grazie al metodo della talea.
- Un'ulteriore ragione per il successo di questa tecnica sta nel fatto che spesso le piante tenute in ambienti molto diversi dai luoghi d'origine non producono semi, per cui una moltiplicazione per semina risulterebbe ardua oppure impossibile.[15]
- Dal punto di vista delle abilità manuali richieste, la talea può essere eseguita molto più facilmente dell'innesto.
- Rispetto alla semina, la talea garantisce solitamente un significativo incremento della rapidità di propagazione.

Tra le innumerevoli piante di facile radicazione, oltre al summenzionato geranio, si ricorda la maggior parte delle piante da appartamento come il filodendro o il falso papiro. Fra le limitazioni imposte alla tecnica della talea, si ricordano le seguenti:
- Nel caso di piante ibride in grado di rigenerare radici proprie, ma con un certo rischio di svilupparsi in maniera insoddisfacente (rose, agrumi), si può rinunciare alla talea ricorrendo alla tecnica dell'innesto.[17]
- Meno adatto è il metodo della talea per piante annuali, propagate in genere per semina, o per piante erbacee perenni che non sviluppano fusto aereo, ma che crescono in larghezza permettendo così il metodo della divisione dei cespi (Hosta, Aspidistra).
- Per alcune aziende specializzate è vantaggioso servirsi della tecnica della micropropagazione la quale, seppur cara, garantisce condizioni igieniche migliori.

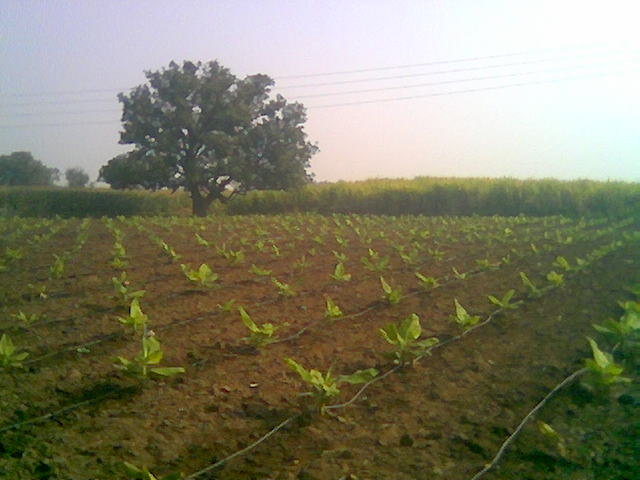
Giovani talee di banano di una piantagione, tutte con lo stesso identico corredo genetico: produzione razionalizzata, ma anche alto rischio di contagio tra le piante.

- In agricoltura, un importante svantaggio della tecnica della talea sta nel rischio maggiorato cui vengono esposte le monocolture: infatti le piante, generate a partire da un unico individuo, avranno in comune il fatto di essere particolarmente suscettibili a determinate patologie piuttosto che ad altre; l'intera piantagione risulta per questo ad alto rischio di trasmissione di malattie.

Un esempio particolarmente illustrativo, tanto per i limiti quanto per le enormi potenzialità tecniche ed economiche del metodo di propagazione della talea, fu quello della banana Gros Michel, la varietà un tempo più consumata a livello globale. Infatti, per ottenere le talee di banano, vengono semplicemente sotterrati, al posto scelto, dei segmenti di pianta. Nonostante l'efficienza del metodo di propagazione, accadde alla fine degli anni cinquanta che la banana Gros Michel venne colpita e quasi sterminata dalla malattia di Panamá, causata dal fungo Fusarium; in seguito, la varietà si rese irreperibile nei circuiti commerciali a livello globale; dato che si trattava della varietà di gran lunga dominante, la malattia comportò il rischio che l'intero mercato mondiale rimanesse senza banane. Il problema non venne risolto se non all'ultimo momento, ricorrendo ancora una volta alla propagazione per talea, ma sostituendo la varietà; il tipo di banana subentrato e indubbiamente più diffuso per la commercializzazione di massa è adesso la Cavendish, che finora ha mostrato maggiore resistenza a patologie del genere.

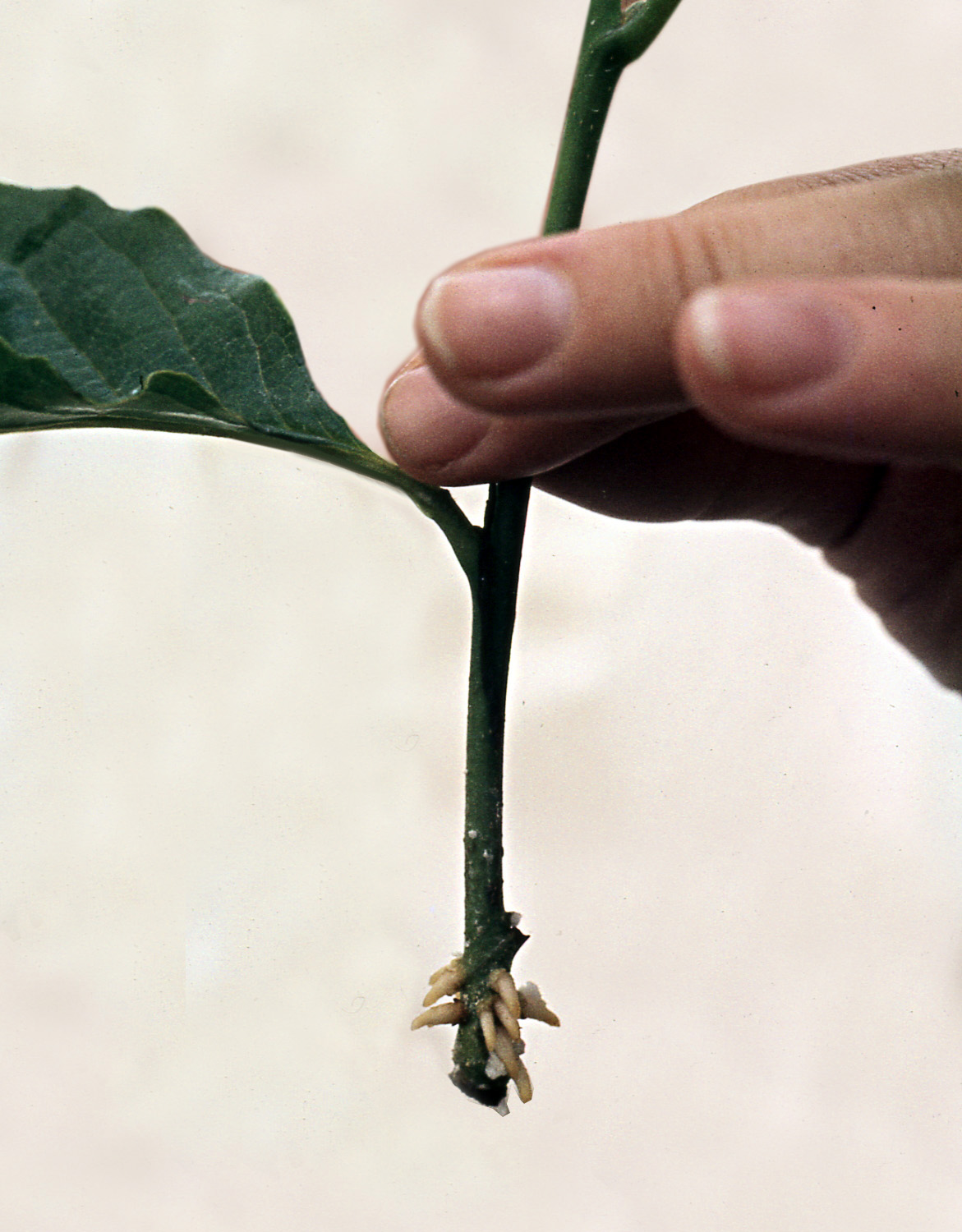
Magnolia
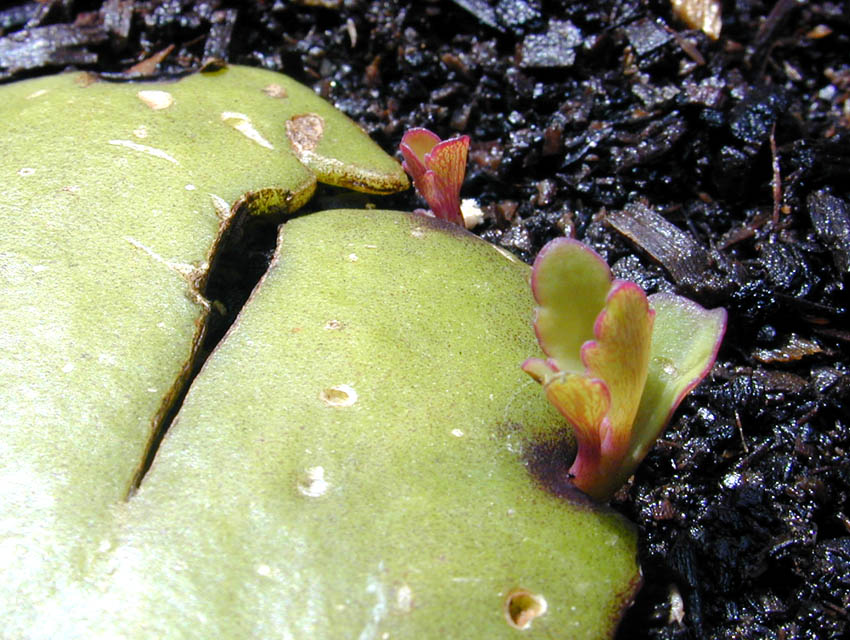
Kalanchoe (da foglia)
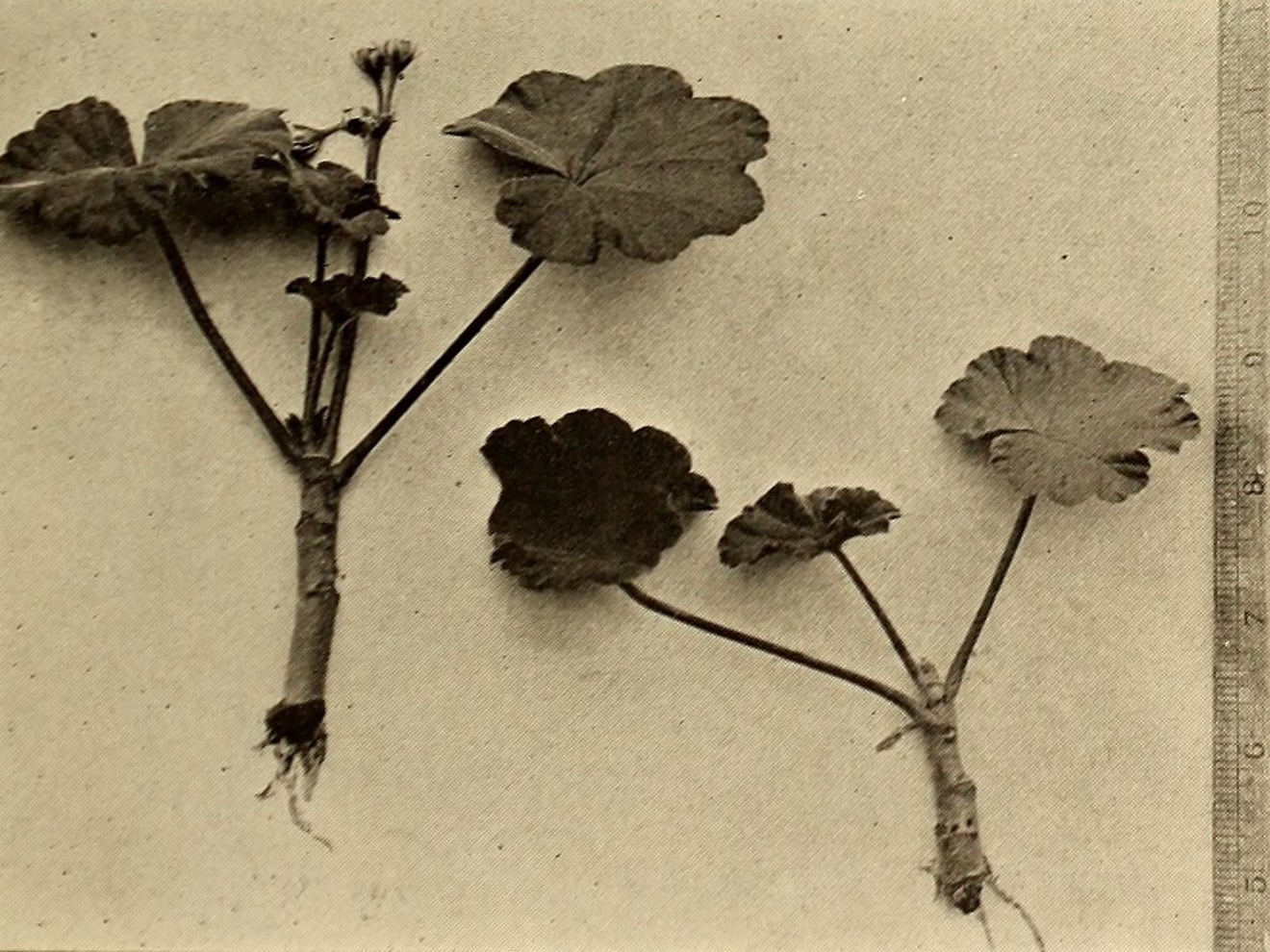
Geranio, 1905
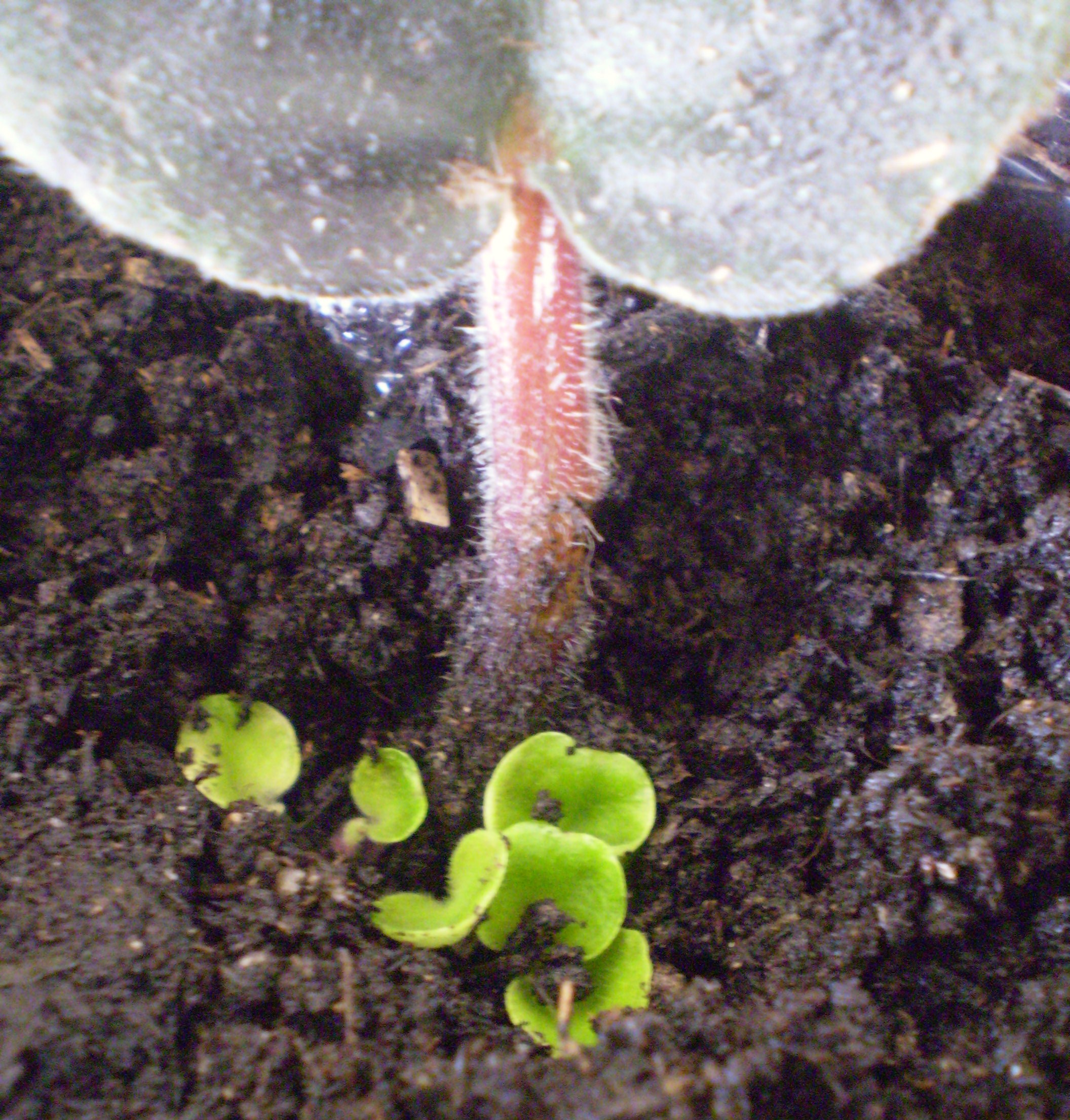
Streptocarpus (da foglia)
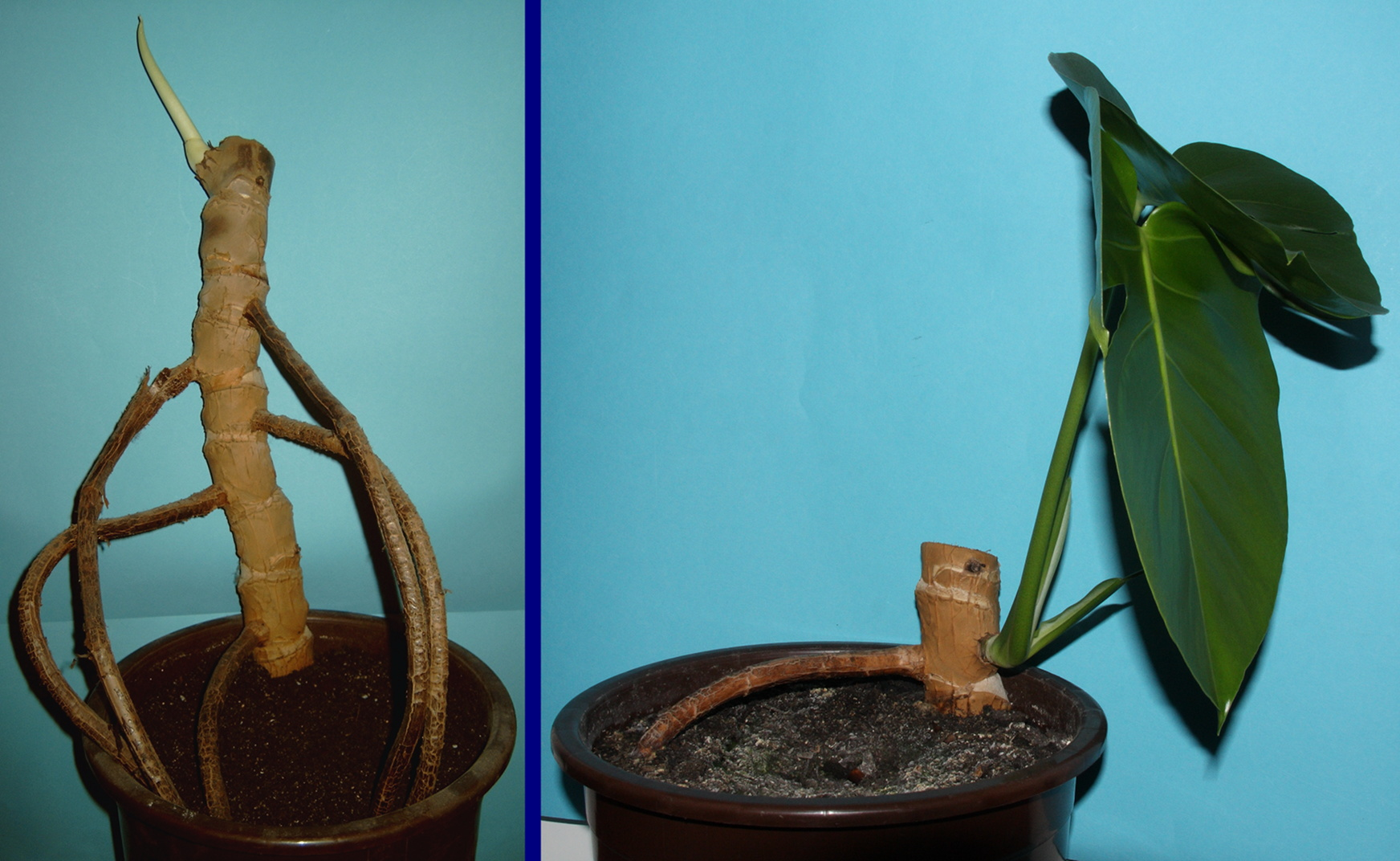
Monstera deliciosa (radici aeree già prodotte da pianta madre)
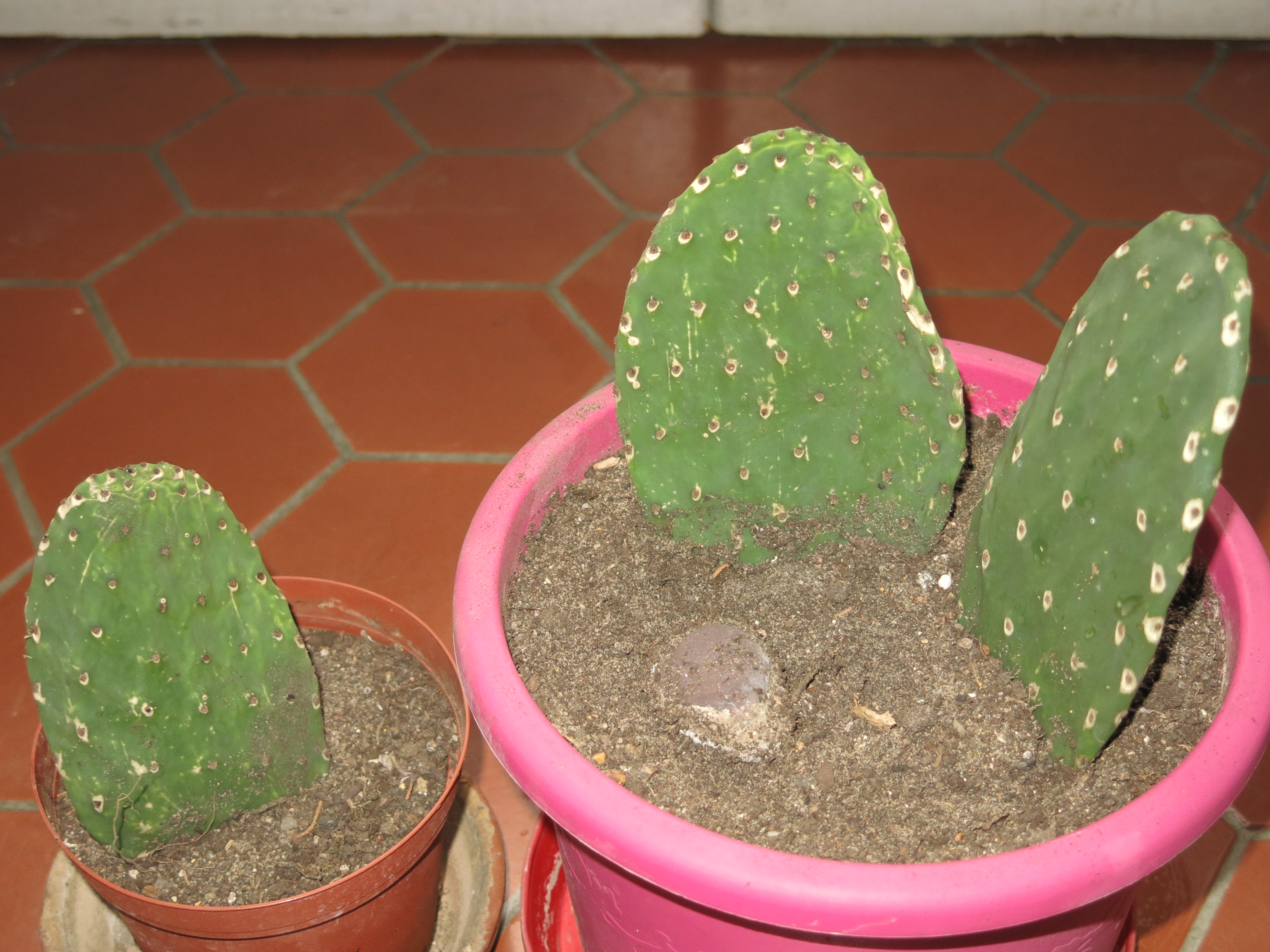
Opuntia, da fusto verde (le spine sono solo foglioline trasformate)
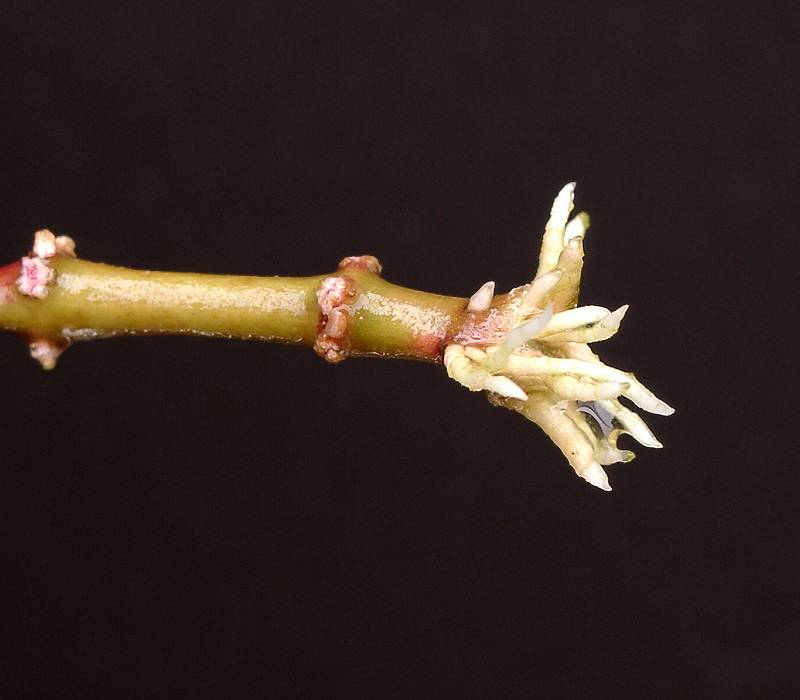
Euphorbia cotinifolia radicata
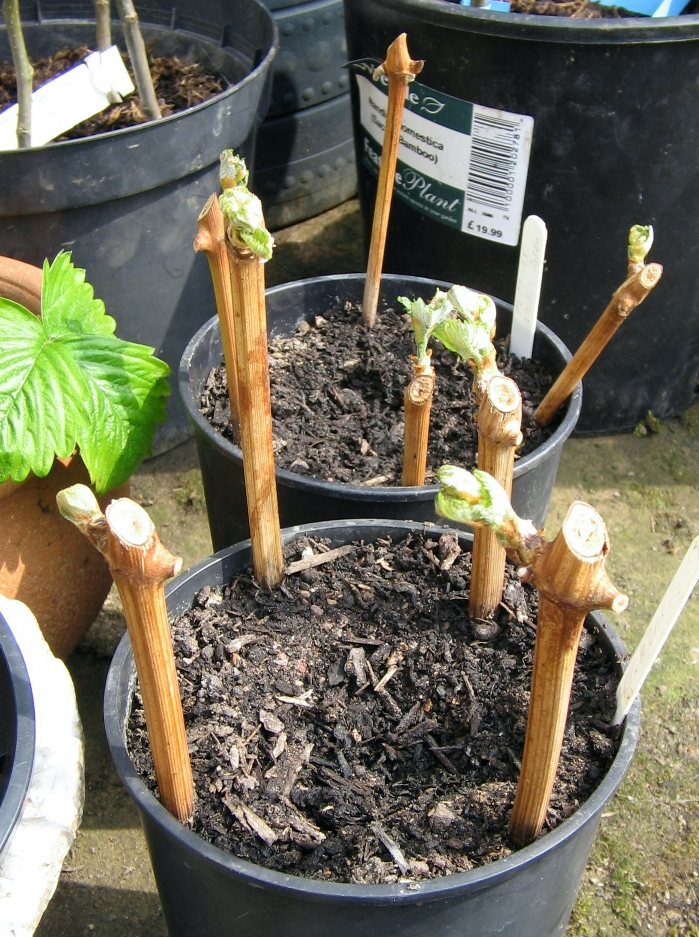
Vite